# Genesis Open
Genesis Open är en professionell golftävling på den amerikanska PGA-touren och spelas i södra Kalifornien.
Genesis Open är en av de äldsta tävlingarna på PGA-touren. Den hölls första gången 1926 och har spelats på Riviera Country Club, som ligger i distriktet i Pacific Palisades i Los Angeles, varje år sedan 1973 med undantag för 1983 (spelades då på Rancho Park Golf Course) och 1998 då den spelades på Valencia Country Club.
Ursprungligen Los Angeles Open, nu kallad  Genesis Open, och innan dess benämnd såväl  Northern Trust Open och som Nissan Open. Tävlingen spelas i februari varje år och brukar avsluta den så kallade "west coast swing", vilken är den period i början av året som tävlingarna på PGA Touren spelas i Kalifornien, för att sedan spelas i Florida.
Tävlingen har sedan starten arrangerats av Los Angeles Junior Chamber of Commerce, en ideell organisation för kommersiella nätverk för ungdomar.
Det Sydkoreanska företaget Hyundai har, genom Genesis Motors, tagit Northern Trust Corporations plats som evenemangets huvudsponsor.
Flest segrar i tävlingen har MacDonald Smith och Lloyd Mangrum som har vunnit den fyra gånger var. Arnold Palmer och Ben Hogan har vunnit tävlingen tre gånger och tio spelare har vunnit den två gånger (Billy Casper, Corey Pavin, Fred Couples, Gil Morgan, Harry Cooper, Lanny Wadkins, Mike Weir, Paul Harney, Sam Snead, Tom Watson).
Den första kvinna som spelade i en proffstävling för herrar var Babe Zaharias och hon gjorde det i Nissan Open 1938 då tävlingen hölls på Griffith Park. Hon gick de två första rundorna på 84 respektive 81 slag och missade därmed cutten för fortsatt spel i tävlingen.

## Namn på tävlingen
| År        | Namn                                 |
| 1926-1970 | Los Angeles Open                     |
| 1971-1983 | Glen Campbell-Los Angeles Open       |
| 1984-1986 | Los Angeles Open                     |
| 1987-1988 | Los Angeles Open Presented by Nissan |
| 1989-1994 | Nissan Los Angeles Open              |
| 1995-2007 | Nissan Open                          |
| 2008-2016 | Northern Trust Open                  |
| 2017-     | Genesis Open                         |

## Segrare
| År                                   | Spelare                                   | Resultat                                  | Mot par                                   | Segermarginal                             | Runner(s)-up                                                          |
| Genesis Open                         | Genesis Open                              | Genesis Open                              | Genesis Open                              | Genesis Open                              | Genesis Open                                                          |
| ------------------------------------ | ----------------------------------------- | ----------------------------------------- | ----------------------------------------- | ----------------------------------------- | --------------------------------------------------------------------- |
| 2018                                 | Bubba Watson (3)                          | 272                                       | −12                                       | 2 slag                                    | Kevin Na Tony Finau                                                   |
| 2017                                 | Dustin Johnson                            | 267                                       | −17                                       | 5 slag                                    | Scott Brown Thomas Pieters                                            |
| Northern Trust Open                  |                                           |                                           |                                           |                                           |                                                                       |
| 2016                                 | Bubba Watson (2)                          | 269                                       | −15                                       | 1 slag                                    | Jason Kokrak Adam Scott                                               |
| 2015                                 | James Hahn                                | 278                                       | −6                                        | Särspel                                   | Paul Casey Dustin Johnson                                             |
| 2014                                 | Bubba Watson                              | 269                                       | −15                                       | 2 slag                                    | Dustin Johnson                                                        |
| 2013                                 | John Merrick                              | 273                                       | −11                                       | Särspel                                   | Charlie Beljan                                                        |
| 2012                                 | Bill Haas                                 | 277                                       | −7                                        | Särspel                                   | Keegan Bradley Phil Mickelson                                         |
| 2011                                 | Aaron Baddeley                            | 272                                       | −12                                       | 2 slag                                    | Vijay Singh                                                           |
| 2010                                 | Steve Stricker                            | 268                                       | −16                                       | 2 slag                                    | Luke Donald                                                           |
| 2009                                 | Phil Mickelson (2)                        | 269                                       | −15                                       | 1 slag                                    | Steve Stricker                                                        |
| 2008                                 | Phil Mickelson                            | 272                                       | −12                                       | 2 slag                                    | Jeff Quinney                                                          |
| Nissan Open                          |                                           |                                           |                                           |                                           |                                                                       |
| 2007                                 | Charles Howell III                        | 268                                       | −16                                       | Särspel                                   | Phil Mickelson                                                        |
| 2006                                 | Rory Sabbatini                            | 271                                       | −13                                       | 1 slag                                    | Adam Scott                                                            |
| 2005                                 | Adam Scott                                | 133^                                      | −9                                        | Särspel                                   | Chad Campbell                                                         |
| 2004                                 | Mike Weir (2)                             | 267                                       | −17                                       | 1 slag                                    | Shigeki Maruyama                                                      |
| 2003                                 | Mike Weir                                 | 275                                       | −9                                        | Särspel                                   | Charles Howell III                                                    |
| 2002                                 | Len Mattiace                              | 269                                       | −15                                       | 1 slag                                    | Brad Faxon Scott McCarron Rory Sabbatini                              |
| 2001                                 | Robert Allenby                            | 276                                       | −8                                        | Särspel                                   | Brandel Chamblee Toshimitsu Izawa Dennis Paulson Jeff Sluman Bob Tway |
| 2000                                 | Kirk Triplett                             | 272                                       | −12                                       | 1 slag                                    | Jesper Parnevik                                                       |
| 1999                                 | Ernie Els                                 | 270                                       | −14                                       | 2 slag                                    | Davis Love III Ted Tryba Tiger Woods                                  |
| 1998                                 | Billy Mayfair                             | 272                                       | −12                                       | Särspel                                   | Tiger Woods                                                           |
| 1997                                 | Nick Faldo                                | 272                                       | −12                                       | 3 slag                                    | Craig Stadler                                                         |
| 1996                                 | Craig Stadler                             | 278                                       | −6                                        | 1 slag                                    | Mark Brooks Fred Couples Scott Simpson Mark Wiebe                     |
| 1995                                 | Corey Pavin (2)                           | 268                                       | −16                                       | 3 slag                                    | Jay Don Blake Kenny Perry                                             |
| Nissan Los Angeles Open              |                                           |                                           |                                           |                                           |                                                                       |
| 1994                                 | Corey Pavin                               | 271                                       | −13                                       | 2 slag                                    | Fred Couples                                                          |
| 1993                                 | Tom Kite                                  | 206*                                      | −7                                        | 3 slag                                    | Dave Barr Fred Couples Donnie Hammond Payne Stewart                   |
| 1992                                 | Fred Couples (2)                          | 269                                       | −15                                       | Särspel                                   | Davis Love III                                                        |
| 1991                                 | Ted Schulz                                | 272                                       | −12                                       | 1 slag                                    | Jeff Sluman                                                           |
| 1990                                 | Fred Couples                              | 266                                       | −18                                       | 3 slag                                    | Gil Morgan                                                            |
| 1989                                 | Mark Calcavecchia                         | 272                                       | −12                                       | 1 slag                                    | Sandy Lyle                                                            |
| Los Angeles Open presented by Nissan |                                           |                                           |                                           |                                           |                                                                       |
| 1988                                 | Chip Beck                                 | 267                                       | −17                                       | 4 slag                                    | Mac O'Grady Bill Sander                                               |
| 1987                                 | Chen Tze-chung                            | 275                                       | −9                                        | Särspel                                   | Ben Crenshaw                                                          |
| Los Angeles Open                     |                                           |                                           |                                           |                                           |                                                                       |
| 1986                                 | Doug Tewell                               | 270                                       | −14                                       | 7 slag                                    | Clarence Rose                                                         |
| 1985                                 | Lanny Wadkins (2)                         | 264                                       | −20                                       | 7 slag                                    | Hal Sutton                                                            |
| 1984                                 | David Edwards                             | 279                                       | −5                                        | 3 slag                                    | Jack Renner                                                           |
| Glen Campbell-Los Angeles Open       |                                           |                                           |                                           |                                           |                                                                       |
| 1983                                 | Gil Morgan (2)                            | 270                                       | −14                                       | 2 slag                                    | Gibby Gilbert Mark McCumber Lanny Wadkins                             |
| 1982                                 | Tom Watson (2)                            | 271                                       | −13                                       | Särspel                                   | Johnny Miller                                                         |
| 1981                                 | Johnny Miller                             | 270                                       | −14                                       | 2 slag                                    | Tom Weiskopf                                                          |
| 1980                                 | Tom Watson                                | 276                                       | −8                                        | 1 slag                                    | Bob Gilder Don January                                                |
| 1979                                 | Lanny Wadkins                             | 276                                       | −8                                        | 1 slag                                    | Lon Hinkle                                                            |
| 1978                                 | Gil Morgan                                | 278                                       | −6                                        | 2 slag                                    | Jack Nicklaus                                                         |
| 1977                                 | Tom Purtzer                               | 273                                       | −11                                       | 1 slag                                    | Lanny Wadkins                                                         |
| 1976                                 | Hale Irwin                                | 272                                       | −12                                       | 2 slag                                    | Tom Watson                                                            |
| 1975                                 | Pat Fitzsimons                            | 275                                       | −9                                        | 4 slag                                    | Tom Kite                                                              |
| 1974                                 | Dave Stockton                             | 276                                       | −8                                        | 2 slag                                    | John Mahaffey Sam Snead                                               |
| 1973                                 | Rod Funseth                               | 276                                       | −8                                        | 3 slag                                    | Don Bies David Graham Dave Hill Tom Weiskopf                          |
| 1972                                 | George Archer                             | 270                                       | −14                                       | Särspel                                   | Tommy Aaron Dave Hill                                                 |
| 1971                                 | Bob Lunn                                  | 274                                       | −10                                       | Särspel                                   | Billy Casper                                                          |
| Los Angeles Open                     |                                           |                                           |                                           |                                           |                                                                       |
| 1970                                 | Billy Casper (2)                          | 276                                       | −8                                        | Särspel                                   | Hale Irwin                                                            |
| 1969                                 | Charlie Sifford                           | 276                                       | −8                                        | Särspel                                   | Harold Henning                                                        |
| 1968                                 | Billy Casper                              | 274                                       | −10                                       | 3 slag                                    | Arnold Palmer                                                         |
| 1967                                 | Arnold Palmer (3)                         | 269                                       | −15                                       | 5 slag                                    | Gay Brewer                                                            |
| 1966                                 | Arnold Palmer (2)                         | 273                                       | −11                                       | 3 slag                                    | Miller Barber Paul Harney                                             |
| 1965                                 | Paul Harney (2)                           | 276                                       | −8                                        | 3 slag                                    | Dan Sikes                                                             |
| 1964                                 | Paul Harney                               | 280                                       | −4                                        | 1 slag                                    | Bobby Nichols                                                         |
| 1963                                 | Arnold Palmer                             | 274                                       | −10                                       | 3 slag                                    | Al Balding Gary Player                                                |
| 1962                                 | Phil Rodgers                              | 268                                       | −16                                       | 9 slag                                    | Bob Goalby Fred Hawkins                                               |
| 1961                                 | Bob Goalby                                | 275                                       | −9                                        | 3 slag                                    | Eric Brown Art Wall, Jr.                                              |
| 1960                                 | Dow Finsterwald                           | 280                                       | −4                                        | 3 slag                                    | Bill Collins Jay Hebert Dave Ragan                                    |
| 1959                                 | Ken Venturi                               | 278                                       | −6                                        | 2 slag                                    | Art Wall, Jr.                                                         |
| 1958                                 | Frank Stranahan                           | 275                                       | −9                                        | 3 slag                                    | E. J. Harrison                                                        |
| 1957                                 | Doug Ford                                 | 280                                       | −4                                        | 1 slag                                    | Jay Hebert                                                            |
| 1956                                 | Lloyd Mangrum (4)                         | 272                                       | −12                                       | 3 slag                                    | Jerry Barber                                                          |
| 1955                                 | Gene Littler                              | 276                                       | −8                                        | 2 slag                                    | Ted Kroll                                                             |
| 1954                                 | Fred Wampler                              | 281                                       | −3                                        | 1 slag                                    | Jerry Barber Chick Harbert                                            |
| 1953                                 | Lloyd Mangrum (3)                         | 280                                       | −4                                        | 5 slag                                    | Jack Burke, Jr.                                                       |
| 1952                                 | Tommy Bolt                                | 289                                       | +5                                        | Särspel                                   | Jack Burke, Jr.                                                       |
| 1951                                 | Lloyd Mangrum (2)                         | 280                                       | −4                                        | 1 slag                                    | Henry Ransom                                                          |
| 1950                                 | Sam Snead (2)                             | 280                                       | −4                                        | Särspel                                   | Ben Hogan                                                             |
| 1949                                 | Lloyd Mangrum                             | 284                                       | E                                         | 3 slag                                    | E. J. Harrison                                                        |
| 1948                                 | Ben Hogan (3)                             | 275                                       | −9                                        | 4 slag                                    | Lloyd Mangrum                                                         |
| 1947                                 | Ben Hogan (2)                             | 280                                       | −4                                        | 3 slag                                    | Toney Penna                                                           |
| 1946                                 | Byron Nelson                              | 284                                       | E                                         | 5 slag                                    | Ben Hogan                                                             |
| 1945                                 | Sam Snead                                 | 283                                       | −1                                        | 1 slag                                    | Jug McSpaden Byron Nelson                                             |
| 1944                                 | Jug McSpaden                              | 278                                       | −6                                        | 3 slag                                    | Johnny Bulla                                                          |
| 1943                                 | Inget spel på grund av andra världskriget | Inget spel på grund av andra världskriget | Inget spel på grund av andra världskriget | Inget spel på grund av andra världskriget | Inget spel på grund av andra världskriget                             |
| 1942                                 | Ben Hogan                                 | 282                                       | −6                                        | Särspel                                   | Jimmy Thomson                                                         |
| 1941                                 | Johnny Bulla                              | 281                                       | −3                                        | 2 slag                                    | Craig Wood                                                            |
| 1940                                 | Lawson Little                             | 282                                       | +2                                        | 1 slag                                    | Clayton Heafner                                                       |
| 1939                                 | Jimmy Demaret                             | 274                                       | −10                                       | 7 slag                                    | Jug McSpaden                                                          |
| 1938                                 | Jimmy Thomson                             | 273                                       | −11                                       | 4 slag                                    | Johnny Revolta                                                        |
| 1937                                 | Harry Cooper (2)                          | 274                                       | −10                                       | 5 slag                                    | Ralph Guldahl Horton Smith                                            |
| 1936                                 | Jimmy Hines                               | 280                                       | E                                         | 4 slag                                    | Henry Picard Jimmy Thomson                                            |
| 1935                                 | Vic Ghezzi                                | 285                                       | +5                                        | Särspel                                   | Johnny Revolta                                                        |
| 1934                                 | Macdonald Smith (4)                       | 280                                       | E                                         | 8 slag                                    | Wille Hunter Bill Mehlhorn                                            |
| 1933                                 | Craig Wood                                | 282                                       | −2                                        | 4 slag                                    | Leo Diegel Willie Hunter                                              |
| 1932                                 | Macdonald Smith (3)                       | 281                                       | −3                                        | 4 slag                                    | Leo Diegel Olin Dutra Joe Kirkwood, Sr. Dick Metz                     |
| 1931                                 | Ed Dudley                                 | 285                                       | +1                                        | 2 slag                                    | Al Espinosa Eddie Loos                                                |
| 1930                                 | Denny Shute                               | 296                                       | +12                                       | 4 slag                                    | Bobby Cruickshank Horton Smith                                        |
| 1929                                 | Macdonald Smith (2)                       | 285                                       | +1                                        | 6 slag                                    | Tommy Armour                                                          |
| 1928                                 | Macdonald Smith                           | 284                                       | E                                         | 3 slag                                    | Harry Cooper                                                          |
| 1927                                 | Bobby Cruickshank                         | 282                                       | −6                                        | 6 slag                                    | Ed Dudley Charles Guest                                               |
| 1926                                 | Harry Cooper                              | 279                                       | −9                                        | 3 slag                                    | George Von Elm                                                        |